# قائمة ثدييات كوريا
يوجد حوالي 100 نوع من الثدييات التي تعيش في شبه جزيرة كوريا والمياه المحيطة بها، أو استوطنتها في وقت قريب. بعض هذه الأنواع دخلت إلى كوريا في القرن العشرين، ومنها حيوان الكيب (فأر النهر) والذي أدخل للمزارع في تسعينات القرن العشرين. ومن الأمثلة الأخرى على هذه الأنواع فأر المسك والذي أدخل في بدايات القرن العشرين إلى الشرق الأقصى الروسي ونتيجة لذلك سجل أول فأر مسك في كوريا في حوض نهر تومين في سنة 1965. قوائم الثدييات الكورية تضم أيضاً الببر السيبيري وأسد البحر الياباني مع أنهما انقرضا محلياً في كوريا.
معظم ثدييات كوريا توجد في جزء صغير من كوريا. جزيرة جيجو الكبيرة في الجنوب الشرقي ومنطقة جبل بايكتو الوعرة في الشمال الشرقي تعرفان بأنواع الثدييات المميزة خصوصًا. العديد من الأنواع، ومنها زبابة دسينيزومي، توجد فقط في جيجو. وبالمقابل فإن بعض الأنواع الأخرى مثل الخنزير البري قد اختفت أو انقرضت من هناك. بعض الثدييات مثل حيوان الإلكة المنشورية تعتبر معالم طبيعية لكوريا الشمالية، في حين أن البعض الآخر مثل الفقمة المنقطة تعتبر معالم طبيعية لكوريا الجنوبية.

## رتبة شفعيات الأصابع
| الاسم الشائع (الاسم الكوري)    | الأنواع (ناشر الاسم)                     | الموطن المفضل                      | المدى                                                   | الحالة                                                                | الصورة               |
| ------------------------------ | ---------------------------------------- | ---------------------------------- | ------------------------------------------------------- | --------------------------------------------------------------------- | -------------------- |
| فصيلة البقريات                 |                                          |                                    |                                                         |                                                                       |                      |
| غورال طويل الذيل (산양)        | Naemorhedus caudatus(هاملتون سميث، 1827) | الجبال العالية                     | شمال سلسلة جبال تايبايك بما فيها المنطقة منزوعة السلاح. | - ع: غير محصن - ك: مهدد بالانقراض - ش/ك: معلم طبيعي - ج/ك: معلم طبيعي | Naemorhedus caudatus |
| فصيلة الأيليات                 |                                          |                                    |                                                         |                                                                       |                      |
| اليحمور السيبيري (노루)        | Capreolus pygargus(بالاس، 1771)          | منحدرات الغابات                    | جميع كوريا ما عدا ألنغدو                                | - ع: غير مهدد - ك: وفرة محلية                                         |                      |
| الإلكة المنشورية (붉은사슴)    | Cervus c. xanthopygus (إركسليبين، 1777)  | منحدرات الغابات                    | مقاطعة هامغيونغ الشمالية، ومنطقة جبل بايكتو             | - ع: غير مهدد - ك: نادر - ش/ك: معلم طبيعي                             | Cervus canadensis    |
| أيل السيكا المنشوري (대륙사슴) | Cervus n. mantchuricus(تيمينك، 1838)     | منحدرات الغابات والغابات الممتدة   | جميع مناطق البر الرئيسي                                 | - ع: غير مهدد. - ك: غير محصن - ش/ك: معلم طبيعي                        | Cervus nippon        |
| غزال الماء (고라니)            | Hydropotes inermis(سوينهوي، 1870)        | الجبال المنخفضة، والمناطق المشاطئة | جميع مناطق البر الرئيسي                                 | - ع: قريب من الخطر - ج/ك: طريدة.                                      | Hydropotes inermis   |
| فصيلة الخنزيريات               |                                          |                                    |                                                         |                                                                       |                      |
| الخنزير البري (멧돼지)         | Sus s. ussuricus(لينيوس، 1758)           | غابات الجبال                       | جميع مناطق البر الرئيسي                                 | - ع: غير مهدد - ج/ك: طريدة                                            | Sus scrofa           |
| فصيلة الأيائل المسكية          |                                          |                                    |                                                         |                                                                       |                      |
| أيل سيبيريا المسكي (사향노루)  | Moschus moschiferus(لينيوس، 1758)        | غابات الجبال                       | كوريا الشمالية، ومقاطعة غانغوون في كوريا الجنوبية       | - ع: غير محصن - ك: مهدد بالانقراض - ش/ك: معلم طبيعي - ج/ك: معلم طبيعي | Moschus moschiferus  |

## رتبة اللواحم
| الاسم الشائع (الاسم الكوري)                 | الأنواع (ناشر الاسم)                    | الموطن المفضل                   | المدى                                                                                                 | الحالة                                                                     | الصورة                     |
| ------------------------------------------- | --------------------------------------- | ------------------------------- | --- | -------------------------------------------------------------------------- | -------------------------- |
| فصيلة الكلبيات                              |                                         |                                 | |                                                                            |                            |
| الذئب الأوراسي (늑대)                       | Canis lupus(لينيوس، 1758)               | الغابات المفتوحة                | منطقة جبل بايكتو                                                                                      | - ع: غير مهدد - ك: مهدد بالانقراض                                          | Canis lupus                |
| الكلب البري الهندي (승냥이)                 | Cuon alpinus(بالاس، 1811)               | الغابات الكثيفة والجبال العالية | منطقة جبل بايكتو                                                                                      | - ع: مهدد بالانقراض - ك: غير محصن                                          | Cuon alpinus               |
| كلب الراكون (너구리)                        | Nyctereutes procyonoides(غراي، 1834)    | الأودية المشجرة                 | جميع مناطق البر الرئيسي                                                                               | - ع: غير مهدد - ك: غير شائع                                                | Nyctereutes procyonoides   |
| الثعلب الأحمر (여우)                        | Vulpes vulpes(لينيوس، 1758)             | المناطق الكثيفة وشفا الغابات    | شمال وشمال شرق كوريا                                                                                  | - ع: غير مهدد - ك: مهدد بالانقراض                                          | Vulpes vulpes              |
| فصيلة السنوريات                             |                                         |                                 | |                                                                            |                            |
| القط النمري (삵)                            | Prionailurus bengalensis(كير، 1792)     | الغابات الكثيفة                 | وسط وشمال كوريا                                                                                       | - ع: غير مهدد - ك: غير محصن                                                | Prionailurus bengalensis   |
| الوشق الأوراسي (스라소니)                   | Lynx lynx(لينيوس، 1758)                 | الغابات الجبلية                 | مقاطعة هامغيونغ الشمالية ومقاطعة تشاغانغ في كوريا الشمالية                                            | - ع: قريب من الخطر - ك: مهدد بالانقراض                                     | Lynx lynx                  |
| نمر آمور (표범)                             | Panthera pardus orientalis(شليغل، 1857) | الغابات عالية الكثافة           | شمال كوريا                                                                                            | - ع: معرض للخطر للغاية - ك: مهدد بالانقراض                                 | Panthera pardus orientalis |
| الببر السيبيري (호랑이)                     | Panthera tigris altaica(تيمينك، 1844)   | الغابات الصخرية                 | مقاطعة هامغيونغ الشمالية وشمال شرق كوريا الشمالية                                                     | - ع: معرض للخطر للغاية - ش/ك: معرض للخطر للغاية، معلم طبيعي                | Panthera tigris altaica    |
| فصيلة ابن عرس                               |                                         |                                 | |                                                                            |                            |
| قضاعة أوروبية (수달)                        | Lutra lutra(لينيوس، 1758)               | مناطقة مشاطئة                   | جميع مناطق البر الرئيسي، وأماكن متناثرة                                                               | - ع: قريب من الخطر - ك: مهدد بالانقراض - ش/ك: معلم طبيعي - ج/ك: معلم طبيعي | Lutra lutra                |
| الخز أصفر الحلق (담비)                      | Martes flavigula (بودايرت، 1785)        | الغابات العالية                 | شمال كوريا                                                                                            | - ع: غير مهدد - ك: غير محصن                                                | Martes flavigula           |
| الخز الياباني (산달)                        | Martes melampus (واغنر، 1841)           | الغابات العالية                 | وسط وشمال كوريا                                                                                       | - ع: غير مهدد - ك: نادر - ش/ك: معلم طبيعي                                  | Martes melampus            |
| السمور (검은담비)                           | Martes zibellina(لينيوس، 1758)          | غابات التايغا العالية والكثيفة  | مقاطعة هامغيونغ الشمالية وشمال شرق كوريا الشمالية                                                     | - ع: غير مهدد - ك: مهدد بالانقراض - ش/ك: معلم طبيعي                        | Martes zibellina           |
| الغرير الآسيوي (오소리)                     | Meles leucurus (هودجسون، 1847)          | الغابات والأودية وتحت الأرض.    | جميع مناطق البر الرئيسي                                                                               | - ع: غير مهدد                                                              | Meles leucurus             |
| ابن عرس صغير (무산쇠족제비)                 | Mustela nivalis (لينيوس، 1758)          | المناطق عند سفوح الجبال         | أقصى الشمال الشرقية والغربي لكوريا الشمالية                                                           | - ع: غير مهدد - ك: نادر في أماكن ووفرة في أماكن أخرى                       | Mustela nivalis            |
| ابن عرس سيبيري (족제비)                     | Mustela sibirica(بالاس، 1773)           | الغابات والمناطق المشاطئة       | جميع مناطق البر الرئيسي بما فيها جزيرة جيجو                                                           | - ع: غير مهدد - ك: وفرة محلية                                              | Mustela sibirica           |
| فصيلة الدبيات                               |                                         |                                 | |                                                                            |                            |
| الدب الأسود الآسيوي (반달가슴곰)            | Ursus thibetanus(جورج كوفييه، 1823)     | الغابات الكثيفة                 | جبل جري وجبل سوراك في كوريا الجنوبية. جبل كمغانغ وجبل بايكتو في كوريا الشمالية                        | - ع: غير محصن - ك: مهدد بالانقراض - ج/ك: معلم طبيعي                        | Selenarctos thibetanus     |
| الدب البني (불곰)                           | Ursus arctos(لينيوس، 1758)              | الغابات الكثيفة                 | وسط وشمال كوريا                                                                                       | - ع: غير مهدد - ك: مهدد بالانقراض - ش/ك: معلم طبيعي                        | Ursus arctos               |
| فيلق زعنفيات الأقدام                        |                                         |                                 | |                                                                            |                            |
| الاسم الشائع (الاسم الكوري)                 | الأنواع (ناشر الاسم)                    | الموطن المفضل                   | المدى                                                                                                 | الحالة                                                                     | الصورة                     |
| Family عجل البحر: Eared Seals               |                                         |                                 | |                                                                            |                            |
| فقمة الفراء الشمالية (바다말\|물개\|바다말) | Callorhinus ursinus (لينيوس، 1758)      | البحار والشواطئ                 | شائع في بحر اليابان                                                                                   | - ع: غير محصن                                                              | Callorhinus ursinus        |
| أسد ستيلر البحري (큰바다사자)               | Eumetopias jubatus (شربر، 1776)         | البحار والشواطئ                 | شمال البحر الأصفر وبحر اليابان                                                                        |                                                                            | Eumetopias jubatus         |
| أسد البحر الياباني (일본강치)               | Zalophus japonicus (بيترز، 1866)        | البحار والشواطئ                 | بحر الصين الشرقي، ومضيق كوريا، وبحر اليابان                                                           | - ع: انقرض في عقد 1970 (IUCN 3.1)                                          | Zalophus japonicas         |
| أسد البحر الكاليفورني (바다사자)            | Zalophus japonicus(بيترز، 1866)         | الشواطئ الصخرية                 | آخر مرة شوهد فيها كانت سنة 1951 بالقرب من صخور ليانكورت                                               |                                                                            | Zalophus japonicus         |
| فصيلة الفقمات عديمة الآذان                  |                                         |                                 | |                                                                            |                            |
| فقمة المرفأ (잔점박이물범)                  | Phoca vitulina(لينيوس، 1758)            | البحار والشواطئ                 | شمال بحر اليابان                                                                                      | - ع: غير مهدد                                                              | Phoca vitulina             |
| الفقمة المنقطة (점박이물범)                 | Phoca largha(بالاس، 1811)               | البحار والشواطئ                 | في جميع مناطق البحر الأصفر، وبحر اليابان، ومضيق كوريا، بالإضافة إلى مستعمرة كبيرة في جزيرة باينغنيونغ | - ع: غير مهدد - ك: غير محصن - ج/ك: معلم طبيعي                              | Phoca largha               |

## الإشارات
1. 1 2 3  الاختصارات التالية مستخدمة:
  - ع: عالمياً. تعتمد هذه على مصادر من القائمة الحمراء للأنواع المهددة بالانقراض.
  - ك: كوريا.
  - ش/ك: كوريا الشمالية.
  - ج/ك: كوريا الجنوبية.
  - ج: جيجو.
2. ↑  الاسم هو Nemorhaedus goral في Won (2004). التعداد الكوري يشار إليه بشكل عام باسم N. c. raddeanus Heude.
3. ↑  Won (2004), p. 273; Won & Smith (1999), p. 21. كان اليحمور منتشراً بشكل كبير في أنحاء تايبايك ورانغرم، ولكن التعداد انخفض إلى 40 بحلول سنة 1990.
4. ↑  Caprinae Specialist Group (1996). Naemorhedus caudatus ssp. raddeanus. 2006 IUCN Red List of Threatened Species. IUCN 2006. Retrieved on 5 October 2006.
5. 1 2 3 4 5 6 7 8 9 10 11 12 13  Won & Smith (1999), p. 7.
6. ↑  غورال مدينة تانتشون هو معلم كوري شمالي طبيعي رقم 293.  [وصلة مكسورة] نسخة محفوظة 30 سبتمبر 2007 على موقع واي باك مشين.
7. ↑  عين المعلم الكوري الجنوبي الطبيعي رقم 217 في 20 نوفمبر 1968. "산양". موقع إدارة التراث الثقافي. مؤرشف من الأصل في 2007-09-30. اطلع عليه بتاريخ 2006-12-01.
8. ↑  Deer Specialist Group (1996). Capreolus pygargus. 2006 IUCN Red List of Threatened Species. IUCN 2006. Retrieved on 5 October 2006.
9. ↑  Won & Smith (1999), p. 21.
10. ↑  Deer Specialist Group (1996). Cervus elaphus. 2006 IUCN Red List of Threatened Species. IUCN 2006. Retrieved on 1 December 2006.
11. ↑  جعلت الإلكة في محافظة سامجيون المعلم الطبيعي رقم 354."삼지연큰사슴". موقع إدارة التراث الثقافي. مؤرشف من الأصل في 2007-09-30. اطلع عليه بتاريخ 2006-12-01.
12. ↑  Won (2004), p. 264
13. ↑  Deer Specialist Group (1996). Cervus nippon. 2006 IUCN Red List of Threatened Species. IUCN 2006. Retrieved on 1 December 2006.
14. ↑  عين أيل السيكا المنشوري المتواجد في سامجيون المعلم الطبيعي رقم 349، والمتواجد في بايغام عين المعلم الطبيعي رقم 362. "삼지연사슴". موقع إدارة التراث الثقافي. مؤرشف من الأصل في 2007-09-30. اطلع عليه بتاريخ 2006-12-01.
15. ↑  Deer Specialist Group (1996). Hydropotes inermis. 2006 IUCN Red List of Threatened Species. IUCN 2006. Retrieved on 5 October 2006.
16. 1 2  Won & Smith (1999), p. 7. أحد ثلاث أنواع من ثدييات تصطاد بشكل قانوني في كوريا الجنوبية.
17. ↑  Pigs & Peccaries Specialist Group (1996). Sus scrofa. 2006 IUCN Red List of Threatened Species. IUCN 2006. Retrieved on 1 December 2006.
18. ↑  Deer Specialist Group (1996). Moschus moschiferus. 2006 IUCN Red List of Threatened Species. IUCN 2006. Retrieved on 5 October 2006.
19. ↑  الأيل المسكي في روغيا ري في محافظة كيونغهنغ عين المعلم الطبيعي رقم 331.."록야리 사향노루". موقع إدارة التراث الثقافي. مؤرشف من الأصل في 2007-09-30. اطلع عليه بتاريخ 2006-12-01. الأيل المسكي المتواجد في حي مايانغ للعمال في مسان عين المعلم الطبيعي رقم 380، وعين المتواجد في تايهنغ المعلم الطبيعي رقم 401.  نسخة محفوظة 30 سبتمبر 2007 على موقع واي باك مشين.
20. ↑  عين المعلم الطبيعي رقم 216 في 20 أكتوبر 1968. "사향노루". موقع إدارة التراث الثقافي. مؤرشف من الأصل في 2007-09-30. اطلع عليه بتاريخ 2006-12-01.
21. ↑  Wolf Working Group (2004). Canis lupus. 2006 IUCN Red List of Threatened Species. IUCN 2006. Retrieved on 2006-12-02.
22. ↑  Won (2004), p. 147.
23. ↑  يشار إليه عادة باسم C. a. alpinus.  Won & Smith (1999), p. 16.
24. ↑  Dhole Working Group (2004). Cuon alpinus. 2006 IUCN Red List of Threatened Species. IUCN 2006. Retrieved on 2006-10-21.
25. ↑  Sillero-Zubiri, C. & Hoffmann, M. (2004). Nyctereutes procyonoides. 2006 IUCN Red List of Threatened Species. IUCN 2006. Retrieved on 2006-12-02.
26. ↑  Won & Smith (1999), p. 14.
27. ↑  Macdonald, D.W. & Reynolds, J.C. (2004). Vulpes vulpes. 2006 IUCN Red List of Threatened Species. IUCN 2006. Retrieved on 2006-12-02.
28. ↑  Won (2004, p. 151); Won & Smith (1999), p. 7.
29. ↑  يعرف باسم Felis bengalensis في المصادر القديمة وفي Won (2004).
30. ↑  Cat Specialist Group (2002). Prionailurus bengalensis. 2006 IUCN Red List of Threatened Species. IUCN 2006. Retrieved on 2006-12-02.
31. 1 2  Won & Smith (1999), p. 18.
32. ↑  Cat Specialist Group (2002). Lynx lynx. 2006 IUCN Red List of Threatened Species. IUCN 2006. Retrieved on 2006-11-29.
33. ↑  Cat Specialist Group (1996). Panthera pardus ssp. orientalis. 2006 IUCN Red List of Threatened Species. IUCN 2006. Retrieved on 2006-11-29.
34. ↑  Cat Specialist Group (1996). Panthera tigris ssp. altaica. 2006 IUCN Red List of Threatened Species. IUCN 2006. Retrieved on 2006-11-29.
35. ↑  اعتبر كذلك في 1982.  Won & Smith 1999, pp. 7, 18.
36. ↑  المجموعة الموجودة في بوبتونغ عينت المعلم الطبيعي رقم 249، والمجموعة المتواجدة في يونسا عينت المعلم الطبيعي رقم 331. "법동수달". 남북한의 천연기념물. مؤرشف من الأصل في 2007-09-30. اطلع عليه بتاريخ 2006-12-06.  نسخة محفوظة 30 سبتمبر 2007 على موقع واي باك مشين.
37. ↑  عين المعلم الطبيعي رقم 330."Natural Monuments No.   330". Cultural Heritage Administration website. مؤرشف من الأصل في 2007-09-30. اطلع عليه بتاريخ 2006-10-01.
38. ↑  مجموعة بايغام عينت المعلم الطبيعي رقم 366.  "백암누른돈". 남북한의 천연기념물. مؤرشف من الأصل في 2007-09-28. اطلع عليه بتاريخ 2006-12-06.
39. ↑  عينت مجموعة بايغام المعلم الطبيعي رقم 331 لكوريا الشمالية. "백암검은돈". 남북한의 천연기념물. مؤرشف من الأصل في 2007-09-30. اطلع عليه بتاريخ 2006-12-06.
40. 1 2 3 4  Won & Smith (1999), p. 19.
41. ↑  مجموعة M. sibirica الموجودة في جزيرة جيجو تعتبر في بعض الأحيان تحت نوع مستقل، وتسمى "ابن عرس جيجو" أو Mustela sibirica quelpartis Thomas 1906.
42. ↑  اسمه في العديد من المصادر هو Selenarctos thibetanus
43. ↑  Bear Specialist Group (1996). Ursus thibetanus. 2006 IUCN Red List of Threatened Species. IUCN 2006. Retrieved on 2006-12-06.
44. ↑  عين المعلم الطبيعي لكوريا الجنوبية رقم 329 في 4 نوفمبر 1982. Cultural Heritage Administration. "Natural Monuments 329". Exploring of Cultural Heritage. مؤرشف من الأصل في 2011-07-28. اطلع عليه بتاريخ 2006-12-06.
45. ↑  Bear Specialist Group (1996). Ursus arctos. 2006 IUCN Red List of Threatened Species. IUCN 2006. Retrieved on 2006-12-06.
46. ↑  بسبب الصيد الكثير، Won & Smith (1999), p. 17.
47. ↑  مجموعة ريونغنم عينت معلماً طبيعياً رقم 124 في 1 يناير 1980. "룡림큰곰". 남북한희 천연기념물. مؤرشف من الأصل في 2007-09-30. اطلع عليه بتاريخ 2006-12-06. مجموعة يونسا عينت المعلم الطبيعي رقم 330. نسخة محفوظة 30 سبتمبر 2007 على موقع واي باك مشين.
48. ↑  وفقاً لوون (2004, p. 188ff) فإن الفقمات محمية من الصيد وفقاً لقانون كوريا الجنوبية.
49. ↑  Seal Specialist Group (1996). Callorhinus ursinus. 2006 IUCN Red List of Threatened Species. IUCN 2006. Retrieved on 2006-12-10.
50. ↑  يقدر تعداد المجموعة بقرابة 1.3 مليون في Won (2004), p. 191.
51. ↑  يعامل أحياناً بأنه تحت نوع لأسد البحر الكاليفورني، Zalophus californianus japonicus.
52. ↑  عين المعلم الطبيعي رقم 331 في 4 نوفمبر 1982.  Won (2004), p. 194.